# فدراسیون بین‌المللی هنرهای رزمی ترکیبی
فدراسیون بین‌المللی هنرهای رزمی ترکیبی (انگلیسی: International Mixed Martial Arts Federation) سازمان بین‌المللی هنرهای رزمی ترکیبی است، که در سال ۲۰۱۲ تأسیس شد. هم‌اکنون کریت براون ریاست فدراسیون بین‌المللی هنرهای رزمی ترکیبی را برعهده دارد.
این فدراسیون در ۲۹ فوریه ۲۰۱۲ به عنوان نهاد حاکم بین‌المللی برای هنرهای رزمی ترکیبی آماتور (ام‌ام‌ای) تأسیس شد. فدراسیون بین‌المللی هنرهای رزمی ترکیبی که طبق قانون سوئد به عنوان یک سازمان غیرانتفاعی ثبت شده است، با کمک به کشورها در تشکیل فدراسیون‌ها، از رشد ایمنی ورزشی حمایت می‌کند. فدراسیون بین‌المللی هنرهای رزمی ترکیبی با حمایت رهبر بازار، یعنی مسابقات قهرمانی مبارزه نهایی (یواف‌سی) راه‌اندازی شد. یواف‌سی از جمله سازمان‌های تبلیغاتی تحت پوشش فدراسیون بین‌المللی هنرهای رزمی ترکیبی در کشورهایی از جمله برزیل و سوئد است.
پس از حمله روسیه به اوکراین در سال ۲۰۲۲، فدراسیون بین‌المللی هنرهای رزمی ترکیبی عضویت اتحادیه ام‌ام‌ای روسیه و فدراسیون مبارزه تن به تن و ام‌ام‌ای بلاروس را از شرکت در تمام مسابقات قهرمانی فدراسیون بین‌المللی هنرهای رزمی ترکیبی به حالت تعلیق درآورد و برگزاری رویدادهای فدراسیون بین‌المللی هنرهای رزمی ترکیبی را در روسیه و بلاروس ممنوع کرد.